# Marcinelle
Marcinelle är en ort i Belgien. Den ligger i provinsen Hainaut och regionen Vallonien, i den centrala delen av landet, 50 km söder om huvudstaden Bryssel. Marcinelle ligger 121 meter över havet och antalet invånare är 22 877. Orten var fram till 1977 huvudort i kommunen med samma namn; åren runt 1980 skedde en storkommunsreform i Belgien, och Marcinelle ingår numera i kommunen Charleroi.

## Ekonomi
Marcinelle ligger i Charlerois storstadsområde. Marcinelle har en historia av tung industri och stenkolsbrytning. På orten föddes också Éditions Dupuis, förlaget som ger ut den inflytelserika serietidningen Spirou. Serierna i eller påverkade av tidningens serier benämns ofta som Marcinelleskolan.